# جریان داده
در ارتباط اتصال‌گرا، روانهٔ داده بخشی از سیگنالهای همدوسی و کدگذاری شده‌است که برای تبادل اطلاعات در حال فرستادن است.

## تعریف قراردادی
به صورت قراردادی، هر زوج مرتب {\displaystyle (s,\Delta )} با شرایط زیر یک روانه داده‌است:
1. {\displaystyle s} یک دنباله از اعضاست.
2. {\displaystyle \Delta } یک دنباله از اعداد حقیقی مدت زمان است.